# Espacio de recreación

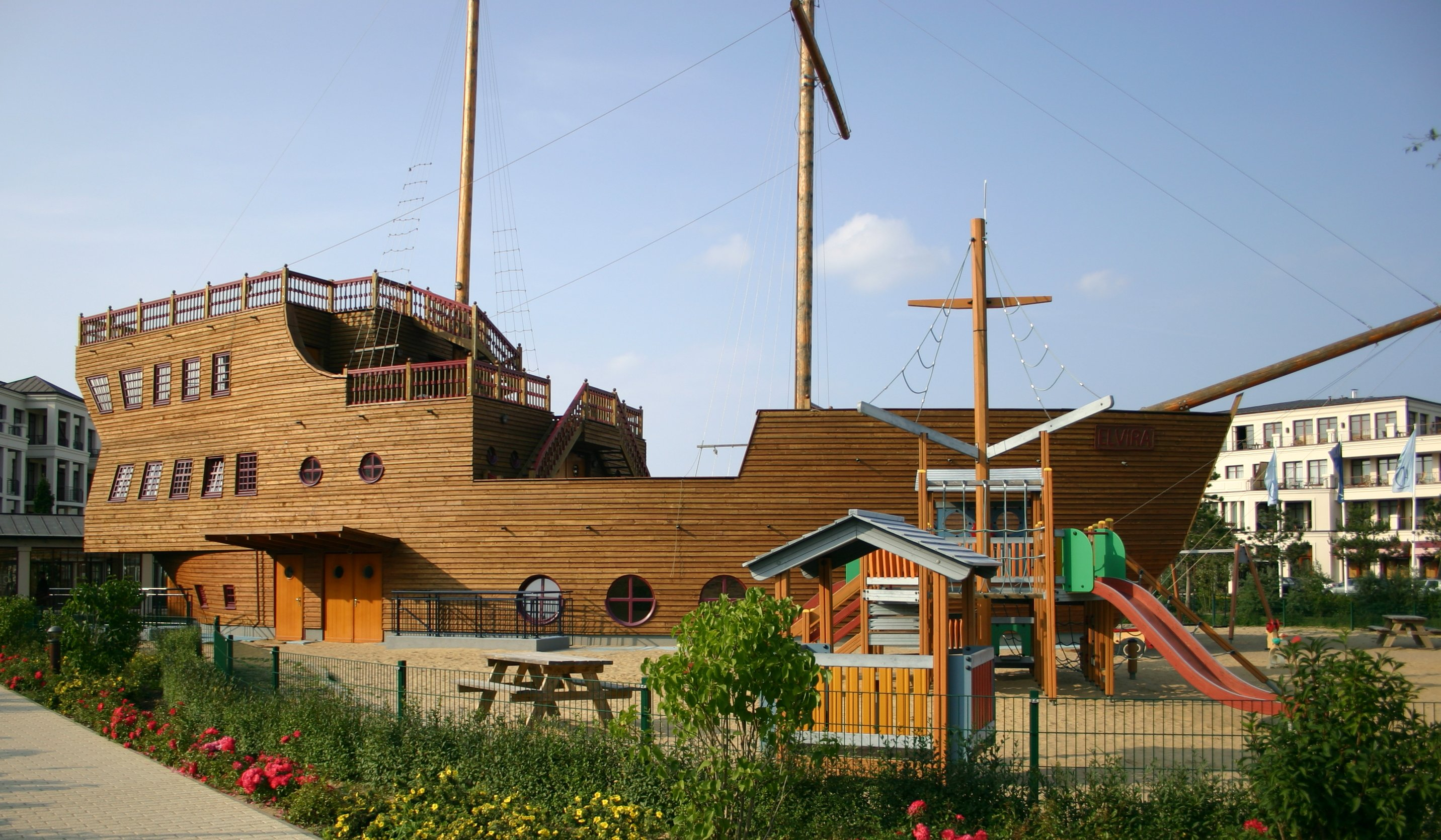
Espacio recreativo cerca de la costa del mar Báltico, en Rostock (Mecklemburgo), Alemania

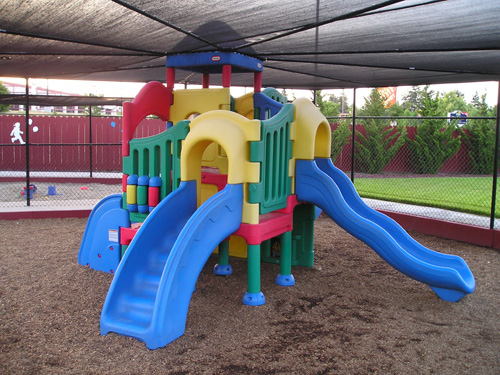
Espacio recreativo para niños, que incluye una casita de juegos, un tobogán, y una escalera.

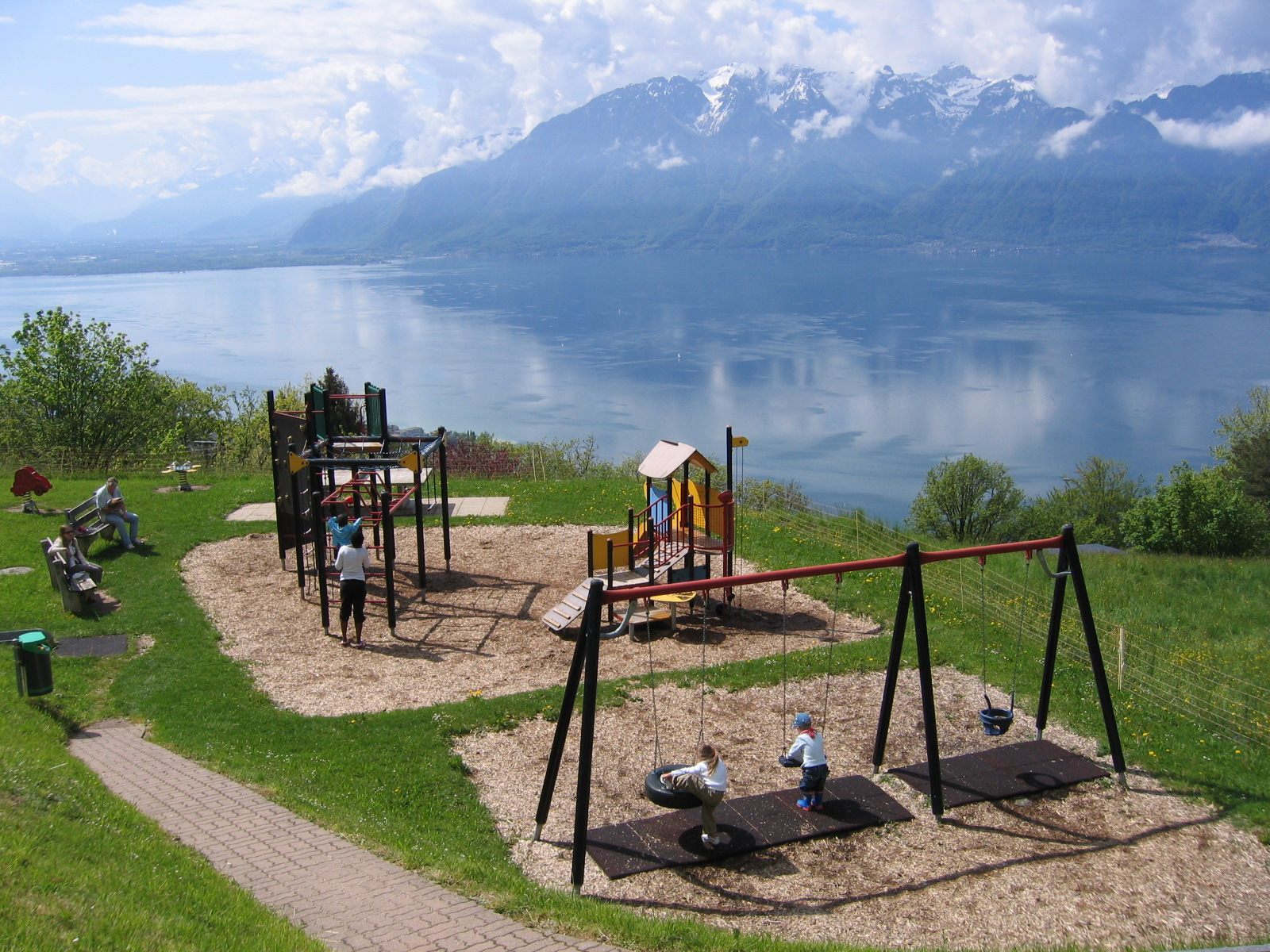
Una zona de juegos en la montaña y junto a un lago, en Suiza.

Un espacio de recreación o una zona de juegos es un espacio público especialmente acondicionado para la realización de actividades recreativas libres, particularmente orientadas a los niños, y que incluyen juegos infantiles tales como columpios (o hamacas), toboganes, balancines (o subeybaja), tiovivos (o calesitas), etc.

## Normalización, reglamentaciones
Las reglamentaciones varían con los países, las épocas del año, y el tipo de juegos, aunque todas se orientan a limitar los riesgos de accidentes para los niños, así como los riesgos de intoxicación crónica o de envenenamiento derivados de las pinturas o de los materiales utilizados, por ejemplo, maderas tratadas con pesticidas CCA (cobre-cromo-arsénico).

### Normativa en Francia

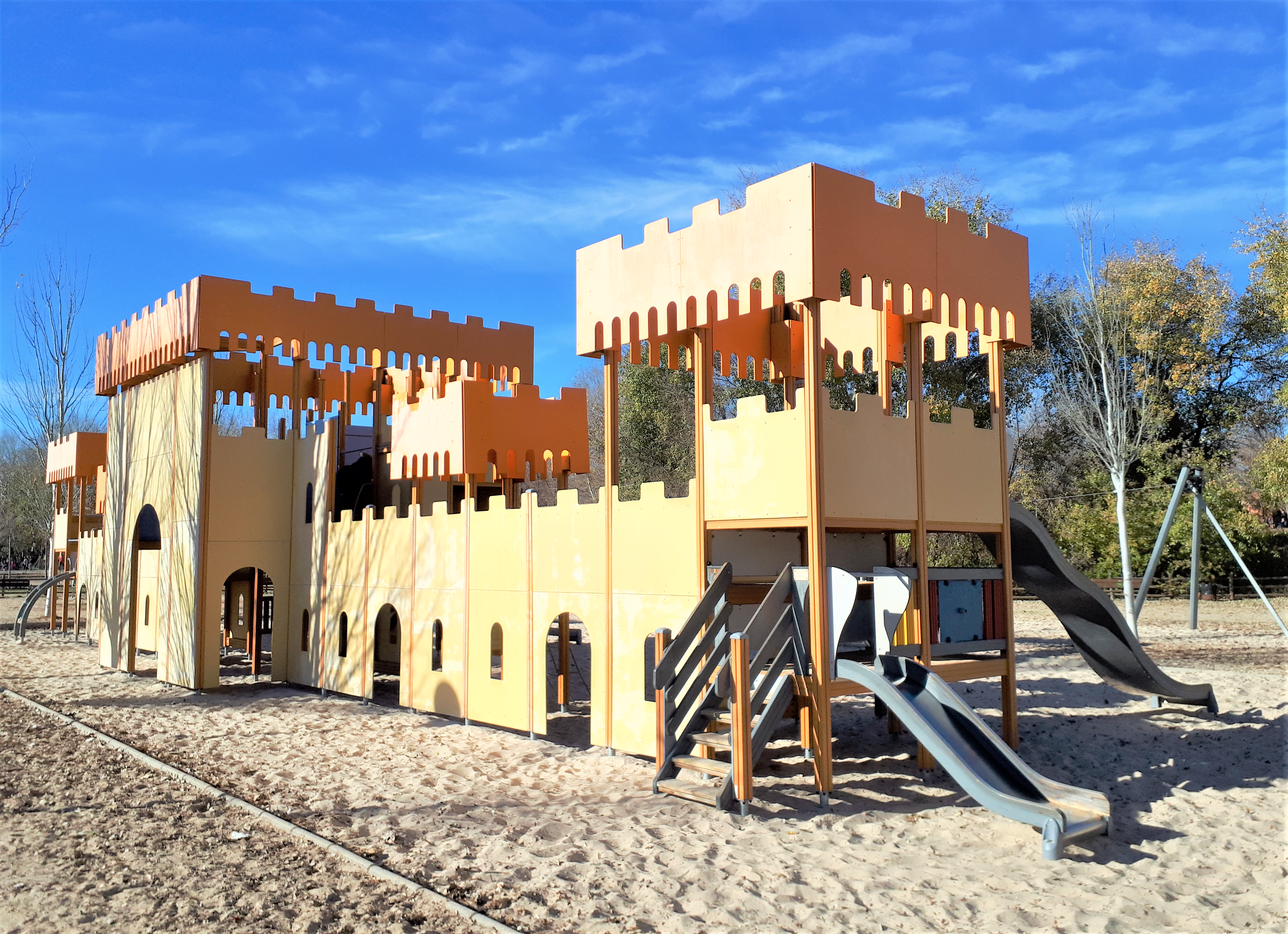
Espacio recreativo infantil en forma de castillo, en Alcalá de Henares.

En Francia se aplica la norma AFNOR (Association française de normalisation NF 1176-10 de fecha septiembre de 2008) para «equipamientos y suelos en áreas de juegos», con una de sus partes referidas a «exigencias de seguridad y ensayos concernientes a equipamientos de juegos en espacios cerrados». Otras normativas también vigentes se refieren a los suelos sintéticos, los que deben absorber impactos de caídas. Otras normativas se refieren a los equipamientos oscilantes balancines y columpios, toboganes, etc.)...